# Ville d'acier
Pour l’article homonyme, voir Steeltown.
Pour plus de détails, voir Fiche technique et Distribution.
Ville d'acier (Steel Town) est un film américain réalisé par George Sherman et sorti en 1952.

## Fiche technique
- Titre français : Ville d'acier[1]
- Titre original : Steel Town
- Réalisation : George Sherman
- Scénario : Gerald Drayson Adams et Lou Breslow
- Production : Leonard Goldstein et Ross Hunter (producteur associé)
- Société de production : Universal Pictures
- Photographie : Charles P. Boyle
- Montage :
- Son : Leslie I. Carey et Joe Lapis
- Musique : Hans J. Salter
- Direction musicale : Joseph Gershenson
- Direction artistique : Robert Clatworthy et Bernard Herzbrun
- Décorateur de plateau : Oliver Emert et Russell A. Gausman
- Costumes : Bill Thomas
- Langue : Anglais
- Pays de production :  États-Unis
- Format : Technicolor - Son : Mono (Western Electric Recording)
- Genre : Drame
- Durée : 85 minutes
- Dates de sortie : 
  - États-Unis : mars 1952
  - France : 30 juin 1952

## Distribution
- Ann Sheridan, « Red » McNamara
- John Lund, Steve Kostane
- Howard Duff, Jim Denko
- William Harrigan, Mac McNamara
- Elaine Riley, Valerie
- James Best, Joe Rakich
- Eileen Crowe, Millie McNamara
- Chick Chandler, Ernie
- Nancy Kulp, Dolores